# إدي غوردون
إدي غوردون (بالإنجليزية: Eddie Gordon) هو فنان قتال مختلط أمريكي، ولد في 22 يوليو 1983 في مونتيغو باي في جامايكا.

## وصلات خارجية
- إدي غوردون على موقع يو إف سي (الإنجليزية)
- إدي غوردون على موقع شيردوغ (الإنجليزية)
- إدي غوردون على موقع IMDb (الإنجليزية)